# Creysse (Dordogne)
Creysse település Franciaországban, Dordogne megyében. Lakosainak száma 1738 fő (2022. január 1.). Creysse Lembras, Bergerac, Cours-de-Pile, Mouleydier, Saint-Germain-et-Mons és Saint-Sauveur községekkel határos.

## Népesség
A település népességének változása:
| Lakosok száma | 2171 | 1897 | 2336 | 1850 | 1780 | 1756 | 1740 | 1749 | 1751 | 1738 |
|               | 1968 | 1982 | 1990 | 2006 | 2013 | 2015 | 2017 | 2019 | 2020 | 2022 |